# Аухаген
Аухаген (нем. Auhagen) — община в Германии, в земле Нижняя Саксония.
Входит в состав района Шаумбург. Подчиняется управлению Заксенхаген.  Население составляет 1280 человек (на 31 декабря 2010 года). Занимает площадь 12,36 км².
Коммуна подразделяется на 2 сельских округа.
| Год  | Население |
| ---- | --------- |
| 1990 | 1169      |
| 1995 | 1359      |
| 2000 | 1390      |
| 2005 | 1354      |
| 2010 | 1303      |